# WM 66

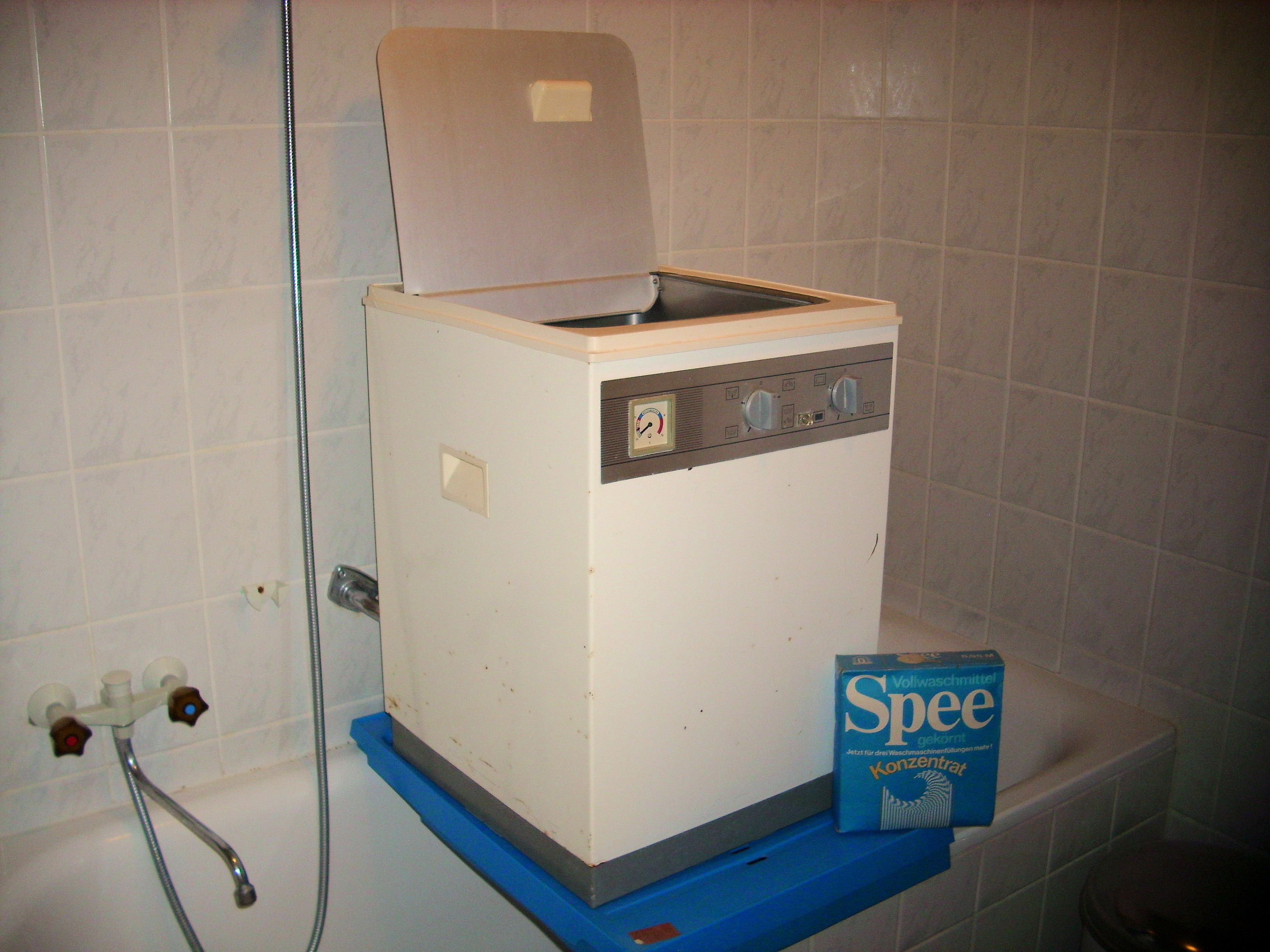
WM 66 mit einem Paket Spee, einem bekannten Waschmittel in der DDR

Die WM 66 war eine Waschmaschine, die in der Deutschen Demokratischen Republik (DDR) ab 1966 gebaut und verkauft wurde. Die Bezeichnung WM stand für Wellenradwaschmaschine. Aufgrund der einfachen technischen Konstruktion war sie vergleichsweise preiswert und gekennzeichnet durch leichte Bedienbarkeit, eine kompakte Bauform, sehr geringe Stör- und Fehleranfälligkeit sowie eine lange Lebensdauer. Dies trug dazu bei, dass sie sowohl für den DDR-Markt als auch für den Export millionenfach produziert wurde. Die weite Verbreitung der WM 66 machte sie zu einem der bekanntesten Elektrohaushaltsgeräte in der DDR und zum Symbol für den Anstieg des Lebensstandards, der ab dem Ende der 1960er und dem Beginn der 1970er Jahre die soziale Entwicklung in der DDR kennzeichnete. Hersteller war der VEB Waschgerätewerk Schwarzenberg – Betrieb des Kombinates Haushaltsgeräte.

## Technik

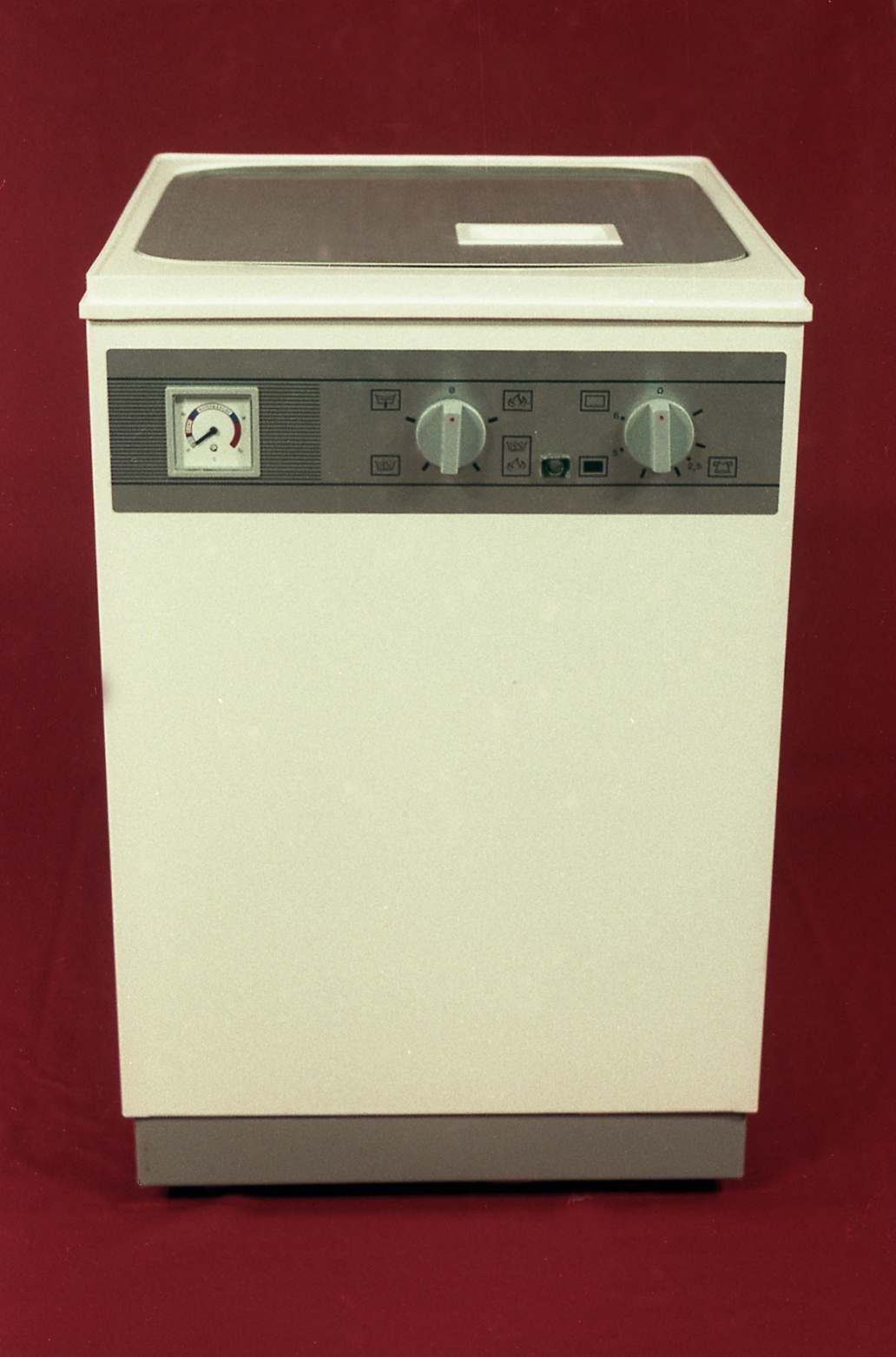
Frontansicht der WM 66

Die WM 66 war ein Toplader. Die Umwälzung der Wäsche in einem 30 Liter Wasser fassenden Metallbottich erfolgte über ein sogenanntes Wellenrad im Boden der Maschine. Das Gerät hatte keinen Wasseranschluss, das Wasser wurde stattdessen, beispielsweise mit Hilfe eines Eimers oder eines Schlauchs, manuell in den Bottich gefüllt. Dadurch war der Betrieb auch in Bereichen möglich, in denen kein Druckwasseranschluss bestand, beispielsweise in Gartenanlagen, im Campingtourismus oder in älteren Wohnhäusern im ländlichen Bereich. Zur Bedienung war das Gerät mit zwei Drehschaltern ausgestattet, mit denen die jeweilige Funktion (Heizen, Waschen und Heizen, Waschen sowie beim Modell mit Pumpe Leeren) sowie die Laufzeit des Wellrades manuell einzustellen waren. Die Wassertemperatur wurde am Thermometer angezeigt, jedoch nicht durch das Gerät geregelt. Stattdessen musste der Benutzer die Beheizung abschalten, sobald die gewünschte Temperatur erreicht war. Die einfachere Modellversion wurde nicht durch eine Pumpe geleert, sondern durch einfaches Tiefhängen des Ablaufschlauches. Das Spülen der Wäsche erfolgte in einem gesonderten Arbeitsgang, beispielsweise in der Badewanne, das Entwässern in einer separaten Wäscheschleuder. Passend zum Gerät wurde die „Haushalt-Kleinschleuder TS 66“ angeboten, die sich bei Nichtgebrauch platzsparend im Bottich der WM 66 aufbewahren ließ.
Das Gerät wog rund 23 Kilogramm und war etwa 60 Zentimeter hoch, etwa 45 Zentimeter breit und etwa 50 Zentimeter tief. In einem Waschgang konnten rund 1,5 Kilogramm Wäsche gewaschen werden, die Waschzeit betrug durchschnittlich fünf bis sechs Minuten. Obwohl in der DDR später auch moderne halb- und vollautomatische Waschmaschinen auf den Markt kamen und die WM 66 zunehmend als technisch veraltet galt, blieb sie aufgrund der genannten Vorteile weiterhin populär. Insbesondere ihre Langlebigkeit trug dazu bei, dass viele Exemplare jahrzehntelang verwendet wurden. Eine leicht modernisierte Version der WM 66, bei der neben einer Überarbeitung des Designs auch das im Originalmodell zur Temperaturkontrolle vorhandene Thermometer durch einen Thermostaten ersetzt wurde, wurde unter der Bezeichnung WM 600 von einer Nachfolgefirma in Schwarzenberg noch bis ins Jahr 2000 in geringen Stückzahlen weiter produziert.

## Weitere Einsatzmöglichkeiten
Da sich das Wasser im Bottich bis zum Siedepunkt erwärmen lässt, wurde die WM 66 auch zum Kochen („Auskochen“) von Wäsche, Hygieneartikeln und anderen Gegenständen, zur Sterilisation, zum Wäschefärben oder zum Einkochen verwendet. Bei Feiern diente sie zum Erhitzen von Bockwürsten und anderen Speisen im Wasserbad. Auch zum Maischen und Würzekochen beim Bierbrauen im Heimbereich ist sie gelegentlich noch heute in Gebrauch.